# Copa 39.º Aniversario de Radio Nihuil

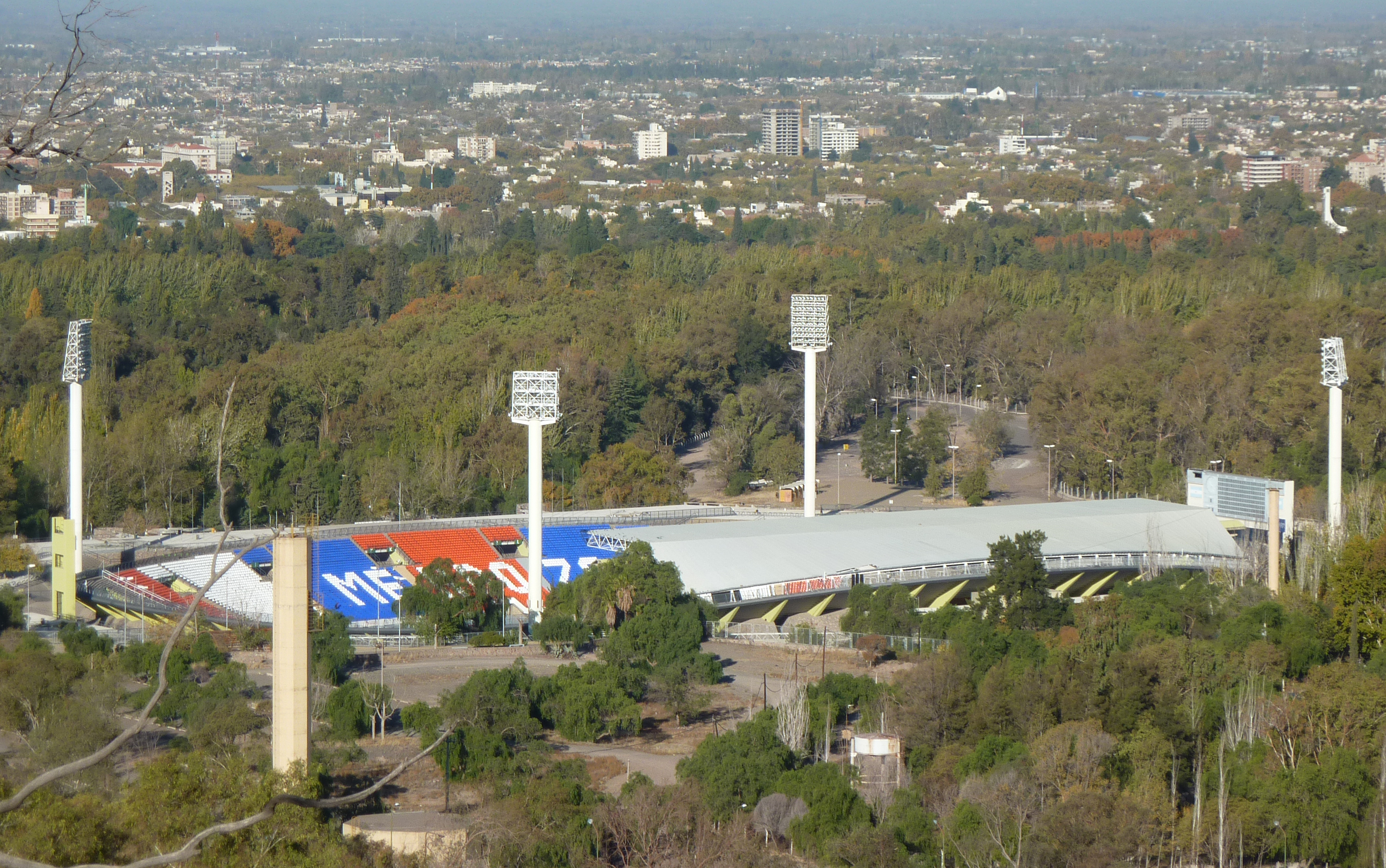
El Estadio Malvinas Argentinas, escenario de la Copa 39° Aniversario de Radio Nihuil.

La Copa 39° Aniversario de Radio Nihuil fue un torneo de fútbol de carácter amistoso disputado el 6 de octubre de 1996 a partido único entre River Plate de Argentina y el cuadro de la Universidad de Chile, del mismo país. Este torneo se realizó para conmemorar un nuevo aniversario de Radio Nihuil, emisora radial de la Ciudad de Mendoza.
Universidad de Chile se llevó el trofeo tras imponerse 2-0 con ambos goles marcados por Rodrigo Goldberg.

## Desarrollo
| 6 de octubre de 1996 | River Plate | 0:2 (0:0) | Universidad de Chile | Estadio Malvinas Argentinas, Mendoza                                    |                                                                         |
|                      |             |           | Goldberg 79' 87'     | Asistencia: Aproximadamente 7000 espectadores Árbitro(s): Ángel Sánchez | Asistencia: Aproximadamente 7000 espectadores Árbitro(s): Ángel Sánchez |

| Campeón Universidad de Chile |